# 云南生产建设兵团
云南生产建设兵团，是1969年至1973年设于中国云南省的由军队管理的农垦组织。以下乡知识青年为主，包括现役军人、复转退军人、地方干部、农垦职工、华侨农场职工等群体组成。采取兵团-师-团-连建制，不常设营级。

## 历史
1969年10月6日，中共中央、国务院、中央军委批准组建昆明军区云南生产建设兵团。兵团机关驻思茅。
1973年5月，中央工作会议决定各地生产建设兵团由大军区领导改为省级政府领导。1973年12月6日，云南省委、昆明军区党委向国务院、中央军委递交《关于将云南生产建设兵团移交省委领导的请示》。1974年10月29日，昆明军区云南生产建设兵团撤销。

## 组织结构
- 兵团司令员：云南省军区司令员黎锡福兼
- 兵团第一副司令员（主持工作）：昆明军区副参谋长蒲大义